# Шантийи (кантон)
Шантийи (фр. Chantilly) — кантон во Франции, находится в регионе О-де-Франс, департамент Уаза. Входит в состав округа Санлис.

## История
До 2015 года в состав кантона входили коммуны Апремон, Гувьё, Куа-ла-Форе, Ламорле, Сен-Максимен и Шантийи.
В результате реформы 2015 года   состав кантона был изменен. В его состав вошли отдельные коммуны упраздненного кантона Нёйи-ан-Тель.

## Состав кантона с 22 марта 2015 года
В состав кантона входят коммуны (население по данным Национального института статистики за 2018 г.):
- Апремон (654 чел.)
- Боран-сюр-Уаз (2 156 чел.)
- Гувьё (9 023 чел.)
- Круи-ан-Тель (1 106 чел.)
- Куа-ла-Форе (3 954 чел.)
- Ламорле (8 823 чел.)
- Ле-Мений-ан-Тель (2 217 чел.)
- Морангль (378 чел.)
- Сен-Максимен (2 872 чел.)
- Шантийи (11 001 чел.)

## Политика
На президентских выборах 2022 г. жители кантона отдали в 1-м туре Эмманюэлю Макрону 33,2 % голосов против 21,2 % у Марин Ле Пен и 14,5 % у Жана-Люка Меланшона; во 2-м туре в кантоне победил Макрон, получивший 61,0 % голосов. (2017 год. 1 тур: Франсуа Фийон – 30,5 %, Эмманюэль Макрон – 24,5 %, Марин Ле Пен – 19,4 %, Жан-Люк Меланшон – 13,1 %; 2 тур: Макрон – 66,9 %. 2012 год. 1 тур: Николя Саркози – 39,4 %, Франсуа Олланд – 19,7 %, Марин Ле Пен – 17,9 %; 2 тур: Саркози – 64,2 %).
С 2021 года кантон в Совете департамента Уаза представляют мэр города Шантийи Изабель Войтовьез (Isabelle Wojtowiez) и мэр города Гувьё Патрис Маршан (Patrice Marchand) (оба – Республиканцы).
|                | Кандидаты                        | Партия                   | Первый тур | Первый тур     | Второй тур | Второй тур |
| Кол-во голосов | Кандидаты                        | Партия                   | % голосов  | Кол-во голосов | % голосов  |            |
| -------------- | -------------------------------- | ------------------------ | ---------- | -------------- | ---------- | ---------- |
|                | Изабель Войтовьез Патрис Маршан  | Республиканцы            | 4 988      | 51,51          | 7 511      | 79,55      |
|                | Филипп Морис Леруа Мартин Мийон  | Национальное объединение | 1 864      | 19,25          | 1 931      | 20,45      |
|                | Жан-Франсуа Омассель Алина Планк | Европа Экология Зелёные  | 1 794      | 18,53          |            |            |
|                | Сами-Марк Лапюи Селин Пуйи       | Вперёд, Республика!      | 1 037      | 10,71          |            |            |

|                | Кандидаты                             | Партия             | Первый тур | Первый тур     | Второй тур | Второй тур |
| Кол-во голосов | Кандидаты                             | Партия             | % голосов  | Кол-во голосов | % голосов  |            |
| -------------- | ------------------------------------- | ------------------ | ---------- | -------------- | ---------- | ---------- |
|                | Николь Ладюрель Патрис Маршан         | Правый блок        | 6 829      | 47,55          | 9 318      | 70,84      |
|                | Анн-Мари Асье Шарль Уркад             | Национальный фронт | 3 886      | 27,06          | 3 836      | 29,16      |
|                | Пьер-Этьен Буше Мари-Мерседес Винуэза | Левый блок         | 1 592      | 11,09          |            |            |
|                | Изабель Доменек Жан-Мишель Робер      | Разные левые       | 1 506      | 10,49          |            |            |
|                | Натали Эну-Десе Флорьян Триоэн        | Вставай, Франция   | 548        | 3,82           |            |            |

|  | Кандидат        | Партия                    | % голосов |
|  | --------------- | ------------------------- | --------- |
|  | Патрис Маршан   | Союз за народное движение | 69,29     |
|  | Элизабет Буссар | Национальный фронт        | 30,71     |

|  | Кандидат           | Партия                    | % голосов |
|  | ------------------ | ------------------------- | --------- |
|  | Патрис Маршан      | Союз за народное движение | 50,43     |
|  | Доминик Луи-Диттрё | Социалистическая партия   | 24,47     |
|  | Элизабет Буссар    | Национальный фронт        | 16,59     |
|  | Лоран Паран        | Коммунистическая партия   | 5,13      |
|  | Мари-Тереза Кубера | Крайне левые              | 3,38      |